# Orgazmo
Orgazmo ist eine US-amerikanische Komödie von Trey Parker und Matt Stone aus dem Jahr 1997.

## Handlung
Die Komödie handelt vom tugendhaften Mormonen-Missionar Joe Young, der dazu überredet wird, die Hauptrolle in einem Pornofilm zu spielen. Er erklärt sich dazu bereit, um auf diese Weise genug Geld zu verdienen, um seine Verlobte in einem Tempel zu heiraten.
Im Film-im-Film spielt er einen Superhelden namens „Orgazmo“, der zusammen mit seinem Gehilfen „Choda Boy“ Verbrechen bekämpft, indem er seine Fähigkeit einsetzt, jedermann zu beliebiger Zeit zum Höhepunkt kommen zu lassen. Der Film wird schnell zum Kassenschlager und der Produzent des Filmes versucht, den Missionar auszubeuten. Der Mormone entscheidet sich mittels des Orgazmorators aus dem Film, den Choda Boy in seiner Freizeit wirklich erfunden hat, zurückzuschlagen und erhält tatsächlich die Kräfte, die die Filmfigur bereits hatte. Diese Kräfte gebraucht er, um den korrupten Filmemacher zu Fall zu bringen und sich mit seiner Verlobten wieder zu vereinigen.

## Hintergrund
Der Film wurde bereits 1996 fertiggestellt, Parker konnte jedoch erst nach dem Erfolg von South Park einen Filmverleih finden.
Bei seiner ersten Begegnung mit den Porno-Produzenten verteidigt sich Parkers Filmfigur Joe Young mittels Kampfsport. Tatsächlich besitzt Parker einen schwarzen Gürtel in Taekwondo.
Parker war über die Altersfreigabe „NC-17“ enttäuscht, die der Film erhielt, da er wusste, dass diese Bewertung üblicherweise den Kassentod bedeutet. So versuchte er, jeden Inhalt zu entfernen, der als anstößig hätte empfunden werden können; dabei enthielt, trotz des Themas des Films, die ursprüngliche Version so gut wie keine Nacktszenen. Nach den Richtlinien der MPAA dürfen die Bewerter nicht bekanntgeben, warum ein Film eine bestimmte Bewertung erhalten hat, da dies an Zensur grenze. Also musste Parker raten. Immer wieder schnitt er den Film und sandte ihn ein, entfernte sogar das einzige Vorkommen partieller Nacktheit (einen Männer-Po), doch erhielt immer wieder die Bewertung „NC-17“. Es wird oft vermutet, dass der Film die Bewertung deshalb bekam, da die Waffen der Superhelden Sexspielzeuge nachbilden. Da diese integraler Bestandteil des Filmes waren, hatte Parker sie aus keiner der Versionen herauseditiert.
Im Film versucht Mormonen-Missionar Joe Young genug Geld zu verdienen, um seine Verlobte in einem Mormonen-Tempel zu heiraten. In Wirklichkeit kostet die Hochzeit in einem LDS-Tempel nichts.
In einem Interview antwortete Parker auf die Frage, ob er irgendwelche Mormonen persönlich kenne:

„Ich wuchs in Colorado auf, darum gab es viele Mormonen, die mit uns zusammen auf die Schule gingen. Tatsächlich war meine erste Freundin Mormone. Jeder Mormone, den ich je getroffen habe, ist eine großartige Person, und für mich war es eine großartige Rolle, [Joe zu spielen] – es ging mir nicht darum, ihn seine Religion aufgeben zu lassen, als ob Joe die ganze Zeit blöd gewesen wäre. Er ist Mormone, gewinnt, zerstört das Böse und bleibt Mormone. Die Mormonen gewinnen.“

Der US-amerikanische Pornodarsteller und Filmschauspieler Ron Jeremy ist in der Rolle des Clark zu sehen, in Nebenrollen traten weitere Pornodarsteller wie Max Hardcore, Chasey Lain und Julie Ashton auf. Troma-Gründer und Filmemacher Lloyd Kaufman spielt eine Rolle als Doktor.

## Kritiken
Orgazmo erhielt ein verhaltenes Presseecho, was sich auch in den Auswertungen US-amerikanischer Aggregatoren widerspiegelt. So erfasst Rotten Tomatoes ähnlich viele wohlwollende wie kritische Besprechungen und ordnet den Film dementsprechend als „Gammelig“ ein. Laut Metacritic fallen die Bewertungen im Mittel „Durchwachsen oder Durchschnittlich“ aus.

„Überdrehte Parodie auf die Pornobranche sowie auf Superhelden-Filme, deren respektlose Gags jedoch arg unter die Gürtellinie zielen.“

Emanuel Levy nannte den „einfallsreichen“ Film in der Variety ein Schaustück für die vielen Talente von Trey Parker. Die TV Spielfilm besprach den „Hammerharte[n] Trash für Hardcore-Fans“ ebenfalls wohlwollend.
Der bekannte US-Filmkritiker Roger Ebert bezeichnete den Film als „unausgegoren, unbeholfen, offensichtlich und unangenehm“. Dagegen nannte James Berardinelli Orgazmo „ungehobelt, vulgär, krude und lustig“.